# Manzaneda (Gozón)
Manzaneda (en asturiano y oficialmente: Mazaneda) es una parroquia del concejo asturiano de Gozón. Situada en la zona central del concejo, tiene una superficie de 3,64 km² que están atravesados por el regato de Vioño, y una población (INE, 2008) de 180 habitantes. 

## Entidades de población
Comprende nada más que dos núcleos de población: Alvaré y Ferrera.